# تایگر لیلیز
تایگر لیلیز (به انگلیسی: Tiger Lillies، به معنی: سوسن‌های خالدار) نام یک گروه موسیقی انگلیسی است که در سال ۱۹۸۹ توسط مارتین جیکس در لندن تشکیل شد. گروه شامل سه عضو مارتین جیکس، آدریان استوت و آدریان هیوج است و موسیقی‌اش ترکیبی است از اُپرا، شانسون و موسیقی کولی‌ها.
این گروه در شعرهایش همواره با طنزی تلخ از بدی‌ها، ناگفته‌ها و تابوها می‌گوید: جنایت، تجاوز، کفر، مسایل جنسی و مواد مخدر. آهنگ‌های تایگر لیلیز در عین سیاهی، همه چیز را به شوخی و مسخره می‌گیرد و از گفتن هیچ چیز ابایی ندارد.

## اعضا
- مارتین جیکس: شعر، آواز، آکوردئون، پیانو، گیتار، ساز دهنی، یوکللی و بانجوللی
- آدریان استوت: کنتر باس، اره موسیقی، ترمین و همخوانی
- آدریان هیوج: درام، پرکاشن و همخوانی

## آثار

### آلبوم‌ها
- ۱۹۹۴ - Births, Marriages And Deaths
- ۱۹۹۵ - Spit Bucket
- ۱۹۹۵ - Ad Nauseam
- ۱۹۹۶ - The Brothel To The Cemetery
- ۱۹۹۷ - Farmyard Filth
- ۱۹۹۸ - Shockheaded Peter
- ۱۹۹۸ - Low Life Lullabies
- ۱۹۹۹ - Bad Blood and Blasphemy
- ۲۰۰۰ - Circus Songs
- ۲۰۰۰ - Bouquet of Vegetables - The Early Years
- ۲۰۰۱ - Two Penny Opera
- ۲۰۰۳ - The Sea
- ۲۰۰۳ - The Gorey End
- ۲۰۰۳ - Live In Russia 2000-2001
- ۲۰۰۴ - Punch and Judy
- ۲۰۰۴ - Death and the Bible
- ۲۰۰۵ - Huinya
- ۲۰۰۶ - The Little Match Girl
- ۲۰۰۶ - Die Weberischen
- ۲۰۰۷ - Urine Palace
- ۲۰۰۷ - Love and War
- ۲۰۰۷ - Live in Soho
- ۲۰۰۸ - Seven Deadly sins
- ۲۰۰۹ - Sinderella
- ۲۰۰۹ - Freakshow
- ۲۰۰۹ - Live at the New Players Theatre - London 2009
- ۲۰۱۰ - Cockatoo Prison
- ۲۰۱۰ -‏ !Here I am Human
- ۲۰۱۰ - The Ballad of Sexual Dependency(همراه Nan Goldin)
- ۲۰۱۱ - Woyzeck
- ۲۰۱۲ - Rime Of The Ancient Mariner
- ۲۰۱۲ - Hamlet
- ۲۰۱۳ - Either Or

### دی‌وی‌دی‌ها
- ۲۰۰۶ - Mountains of Madness
- ۲۰۰۶ - Shockheaded Peter and Other Songs - Live in Concert in New York
- ۲۰۰۹ - The Tiger Lillies - The Early Years

### کتاب‌ها
- ۱۹۹۸ - The Ultimate Shockheaded Peter Book
- ۲۰۰۳ - Farmyard Fantasy Book
- ۲۰۰۷ - The Tiger Lillies Book
- ۲۰۰۷ - The Tiger Lillies - Selected illustrations of songs
- ۲۰۰۸ - The inquisitorial skeleton shooting - limited edition